# Ussaramanna
Ussaramanna település Olaszországban, Szardínia régióban, Medio Campidano megyében. Lakosainak száma 489 fő (2023. január 1.). Ussaramanna Pauli Arbarei, Siddi, Turri, Baradili és Baressa községekkel határos.

## Népesség
A település lakossága az elmúlt években az alábbi módon változott:
| Lakosok száma | 544  | 527  | 489  |
|               | 2017 | 2018 | 2023 |